# Backstube Wünsche
Die Backstube Wünsche ist eine zu Edeka Südbayern gehörende Großbäckerei in Gaimersheim, die 280 Verkaufsstellen betreibt.

## Geschichte
Die Backstube Wünsche wurde 1968 von Karl Wünsche als Einmannbetrieb gegründet. 1972 wurde eine erste Filiale in Ingolstadt eröffnet. Als Karl Wünsche 1981 starb, übernahm sein Sohn Heinz Wünsche. 1989 wurde die Backstube auf 1500 Quadratmeter Nutzfläche ausgebaut, 1991 die zwölfte Filiale eröffnet.
Seit 1997 gehört das Unternehmen zu Edeka Südbayern. Die Backfabriken befinden sich am Stammsitz in Gaimersheim (13.000 m²) und seit 2009 in Kolbermoor (1250 m²), eine weitere soll in Erding gebaut werden.
Produziert werden Brot, Brezeln, Semmeln, Gebäck, Snacks, Schnitten und Kuchen. Daneben betreibt das Unternehmen Gastronomie.